# Bosque del Palatinado
El Bosque del Palatinado (en alemán: Pfälzerwald) es una región de montañas bajas en el suroeste de Alemania, ubicada en la región del Palatinado en el estado de Renania-Palatinado. El bosque está designado parque natural (en alemán, Naturpark Pfälzerwald), abarcando una extensión de 1.771 km², y su punto más alto es el monte Kalmit (673 m). Se creó en el año 1998 y lo administra el Naturpark Pfälzerwald e.V., con sede en Lambrecht.
Junto con la parte septentrional de la cercana cordillera de los Vosgos en Francia, forma la reserva de la biosfera de la Unesco Bosque del Palatinado-Vosgos del Norte. La reserva de la biosfera es uno de los bosques más grandes en Europa.

## Geografía

### Límites
La baja cordillera del Bosque del Palatinado sigue hacia el norte por un amplio paisaje de colinas del Palatinado septentrional (Nordpfälzer Bergland), cuyo punto más alto es el volcánico Donnersberg (687 m). En el sur continúa por los Vosgos septentrionales en Francia.
El extremo oriental del bosque (Haardt) queda junto a la región vinícola del Palatinado. Aquí se extiende la Ruta del vino alemán a lo largo de una zona ondulada que queda entre el Bosque del Palatinado y el valle del Rin Superior.
Al oeste de Kaiserslautern está la llanura pantanosa de Landstuhl.

### Estructura
El Bosque del Palatinado puede dividirse en tres zonas.
- El Bosque del Palatinado septentrional, limitado por el extenso paisaje de colinas de Palatinado septentrional y alcanza hacia el sur una línea de Kaiserslautern a Bad Dürkheim♙

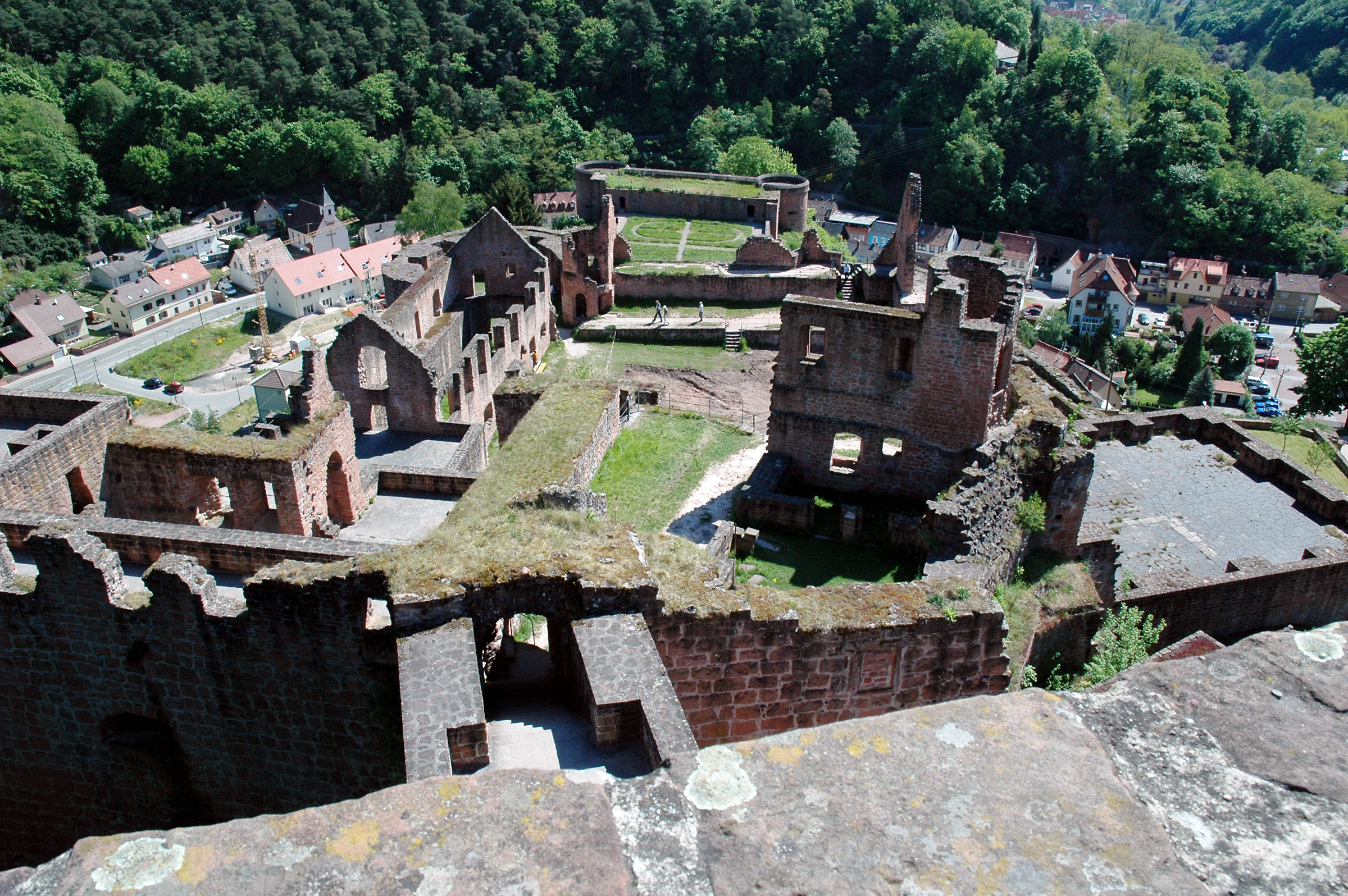
Castillo de Hardenburg cerca de Bad Dürkheim
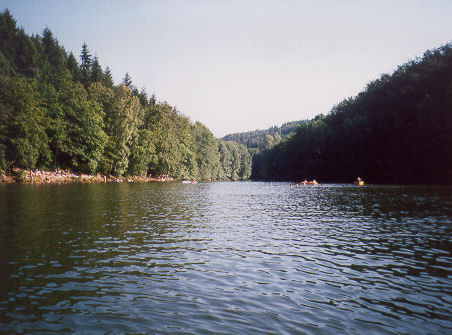
Lago Eiswoog, Ramsen
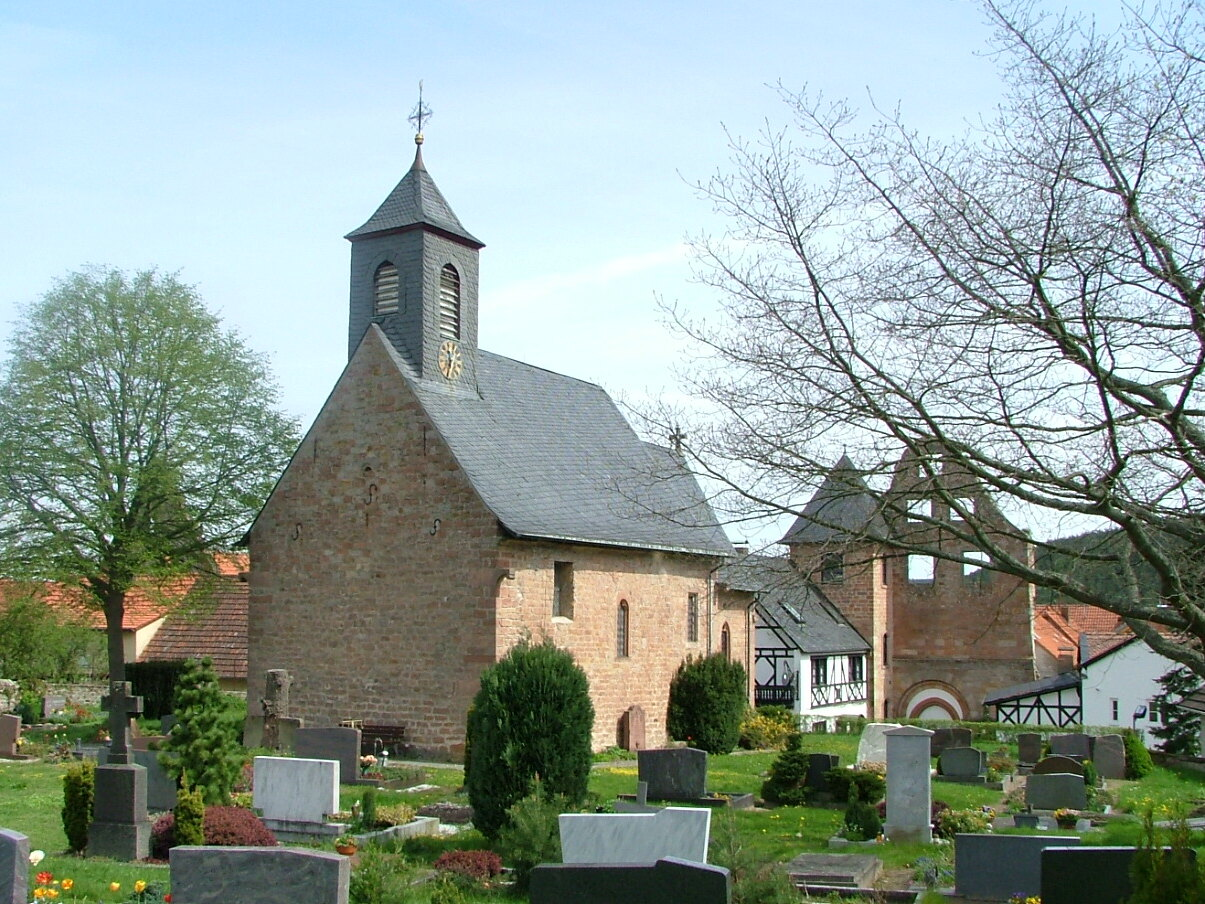
Iglesia de Santiago, restos de la abadía de Höningen (1120-1569)
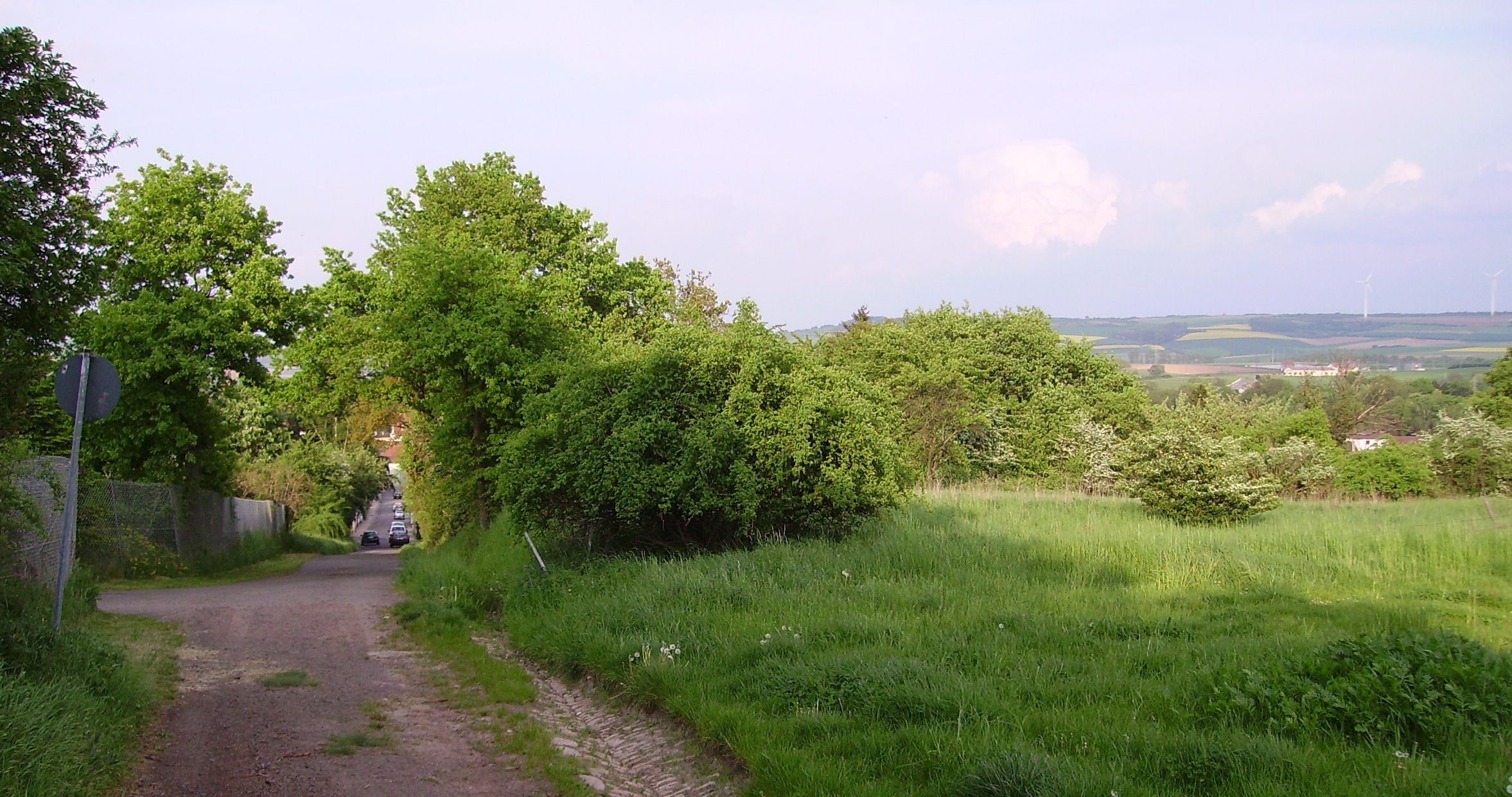
La campiña cerca de Eisenberg

- El Bosque del Palatinado medio desde el arroyo Isenach y la línea Kaiserslautern - Bad Dürkheim hasta el arroyo Queich y la línea Pirmasens - Landau♙

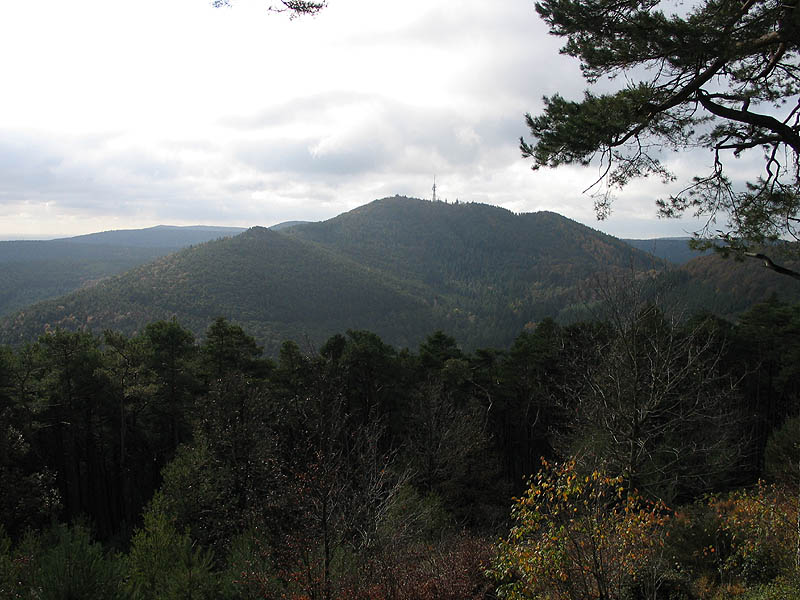
Highest peak: Kalmit (673 m)
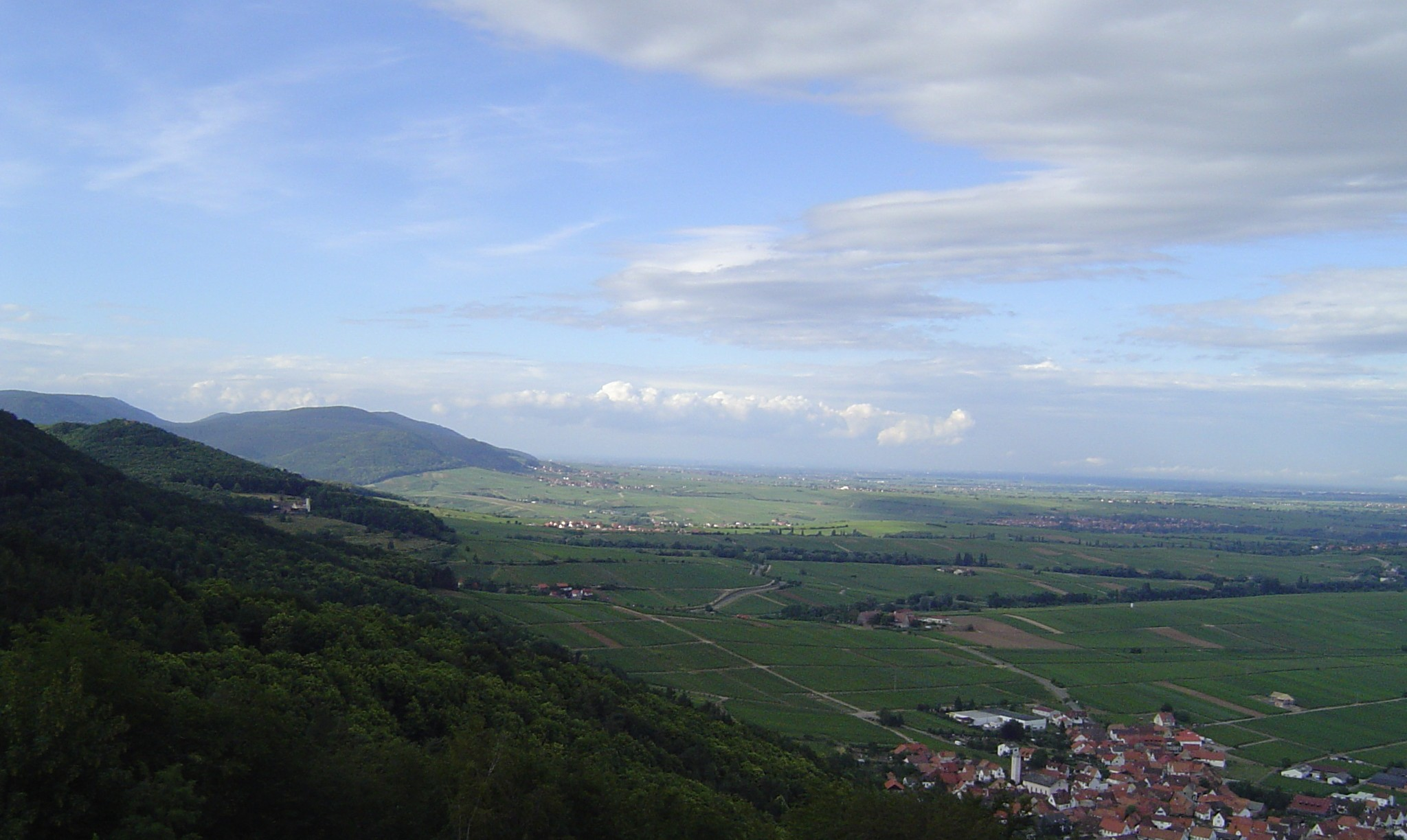
Haardt, límite con la región vinícola del Palatinado
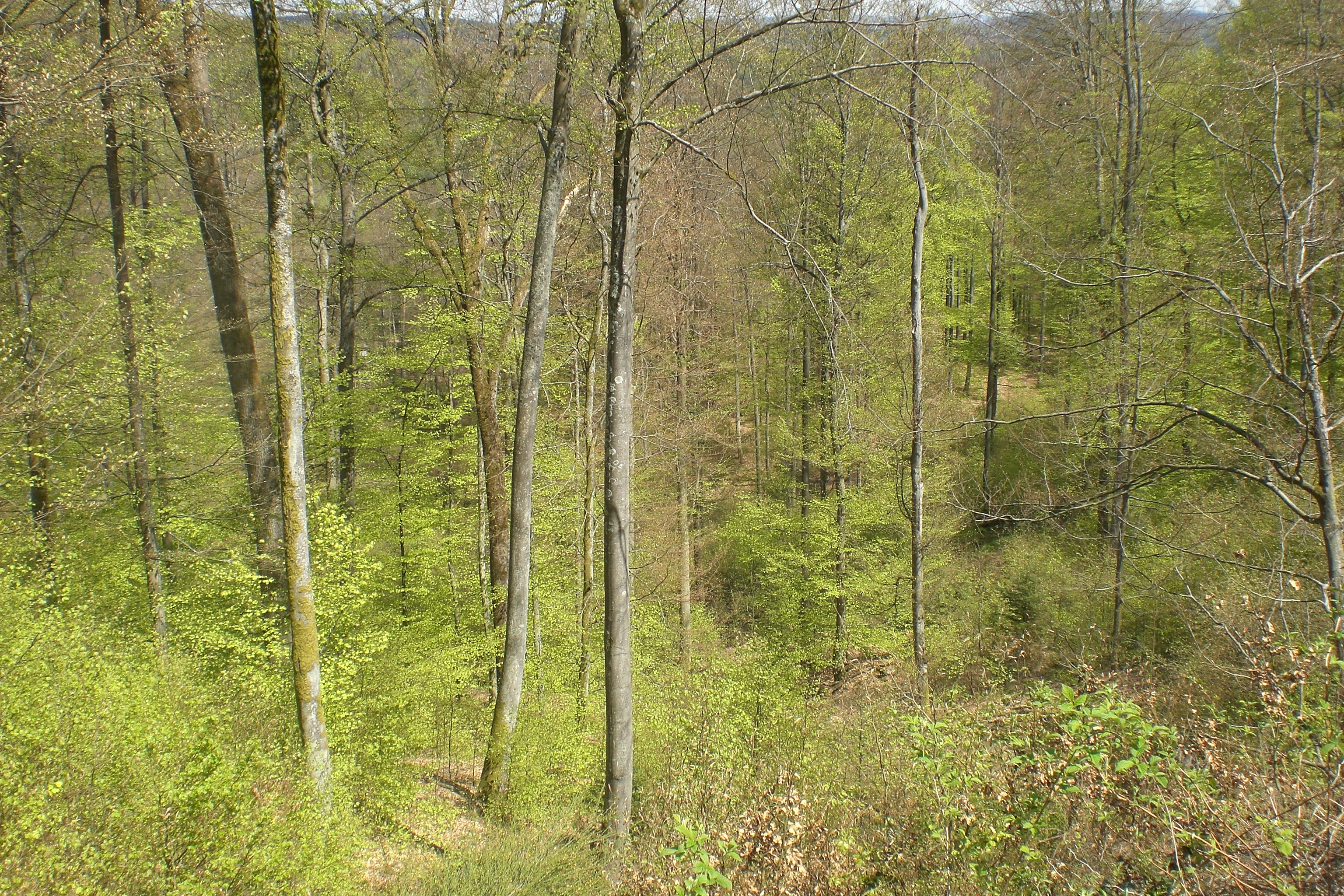
El Bosque a principios de la primavera
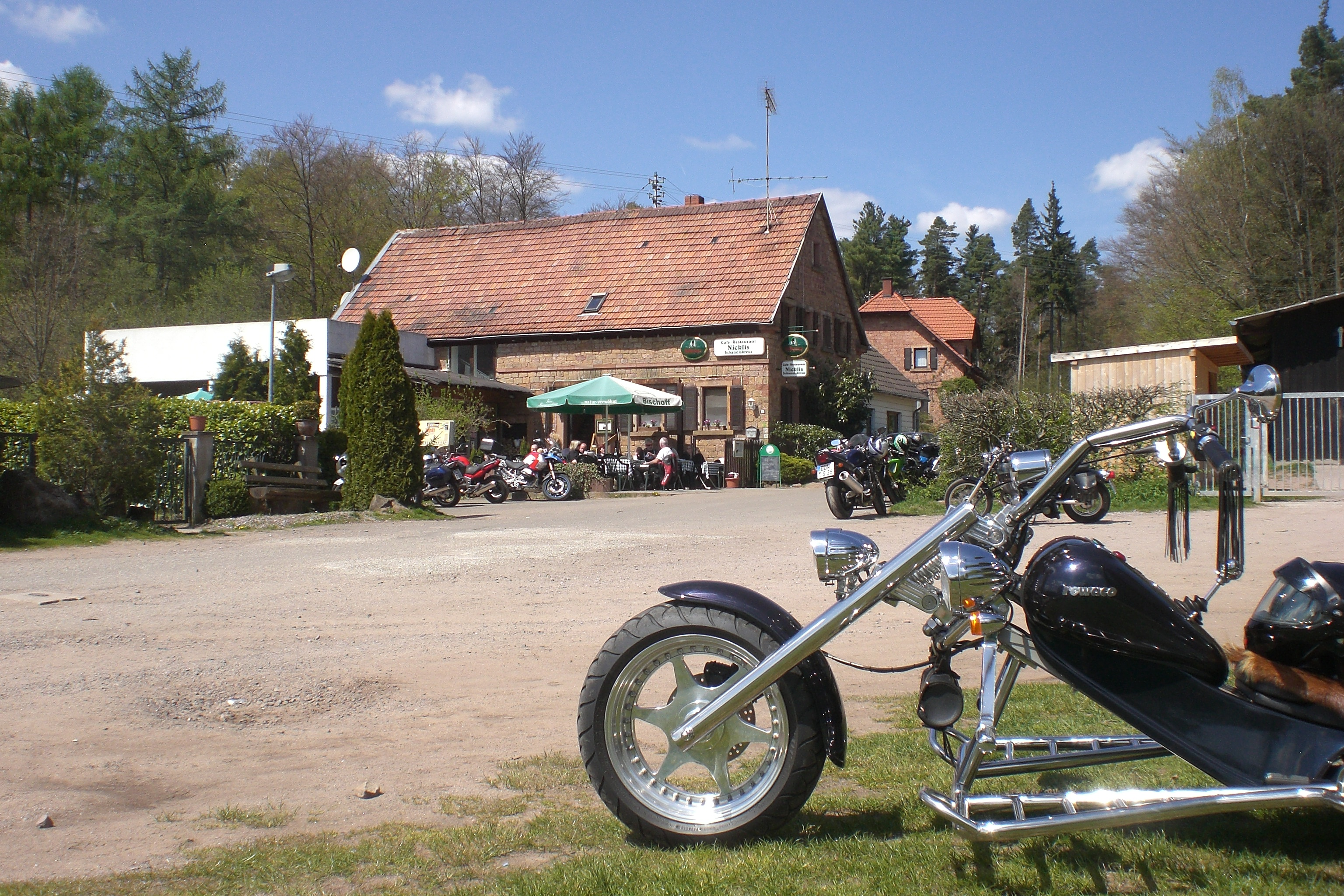
La región es muy apreciada por los moteros

- El Bosque del palatinado meridional, el llamado Wasgau, desde el arroyo Queich y la línea Pirmasens - Landau hasta la frontera con Francia en el sur.

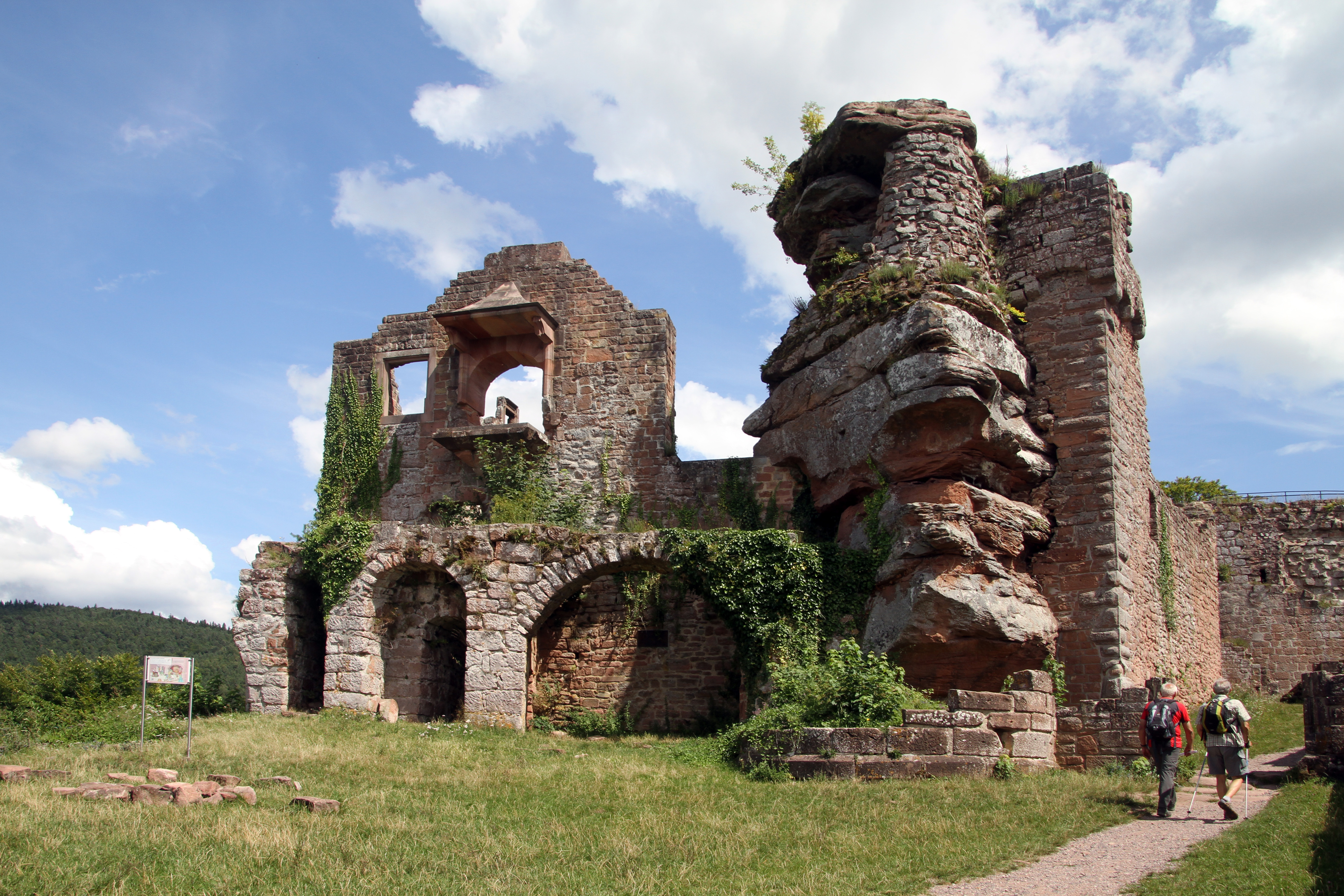
Castillo de Neuscharfeneck
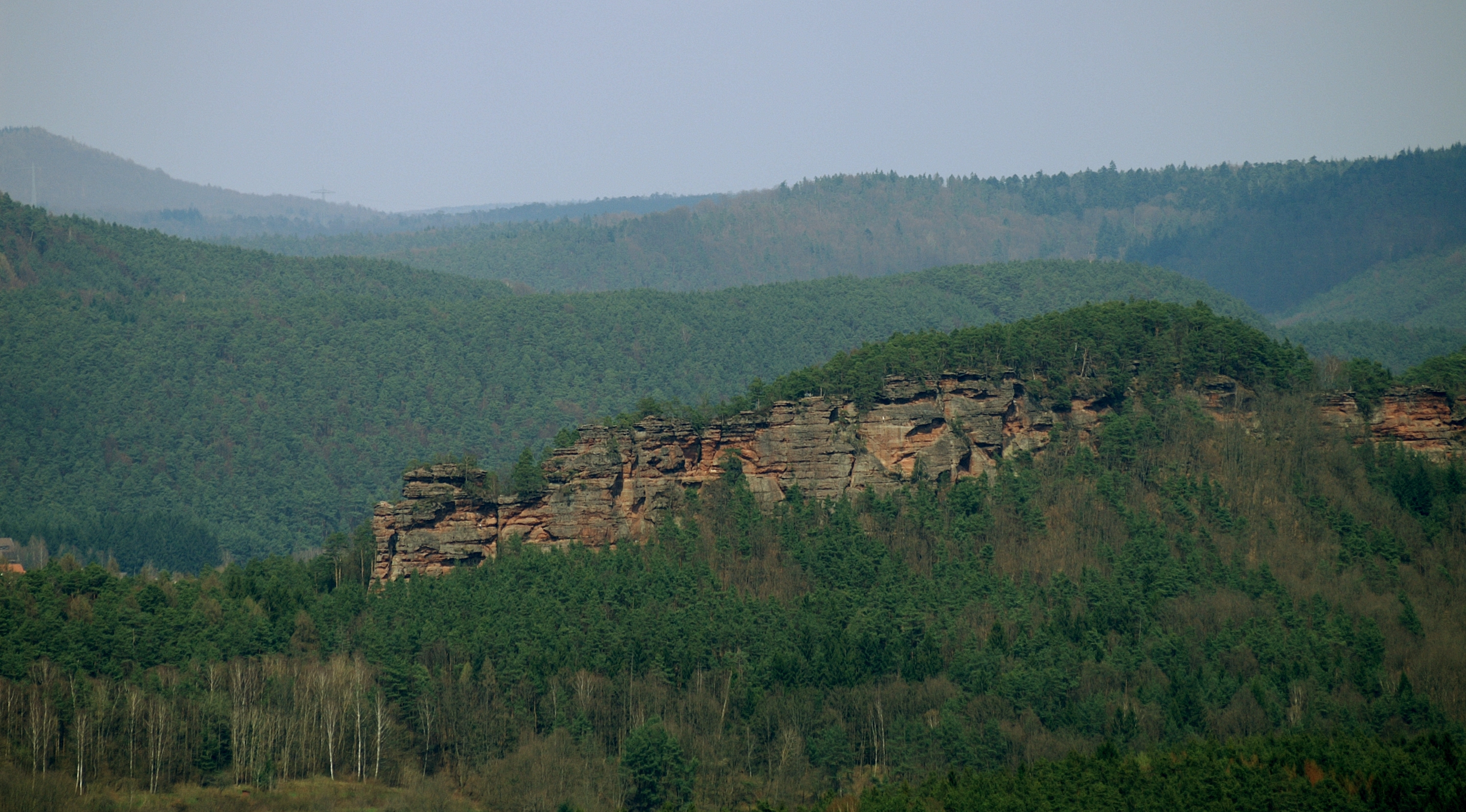
Rocas areniscas cerca de Dahn, que son un destino para los escaladores
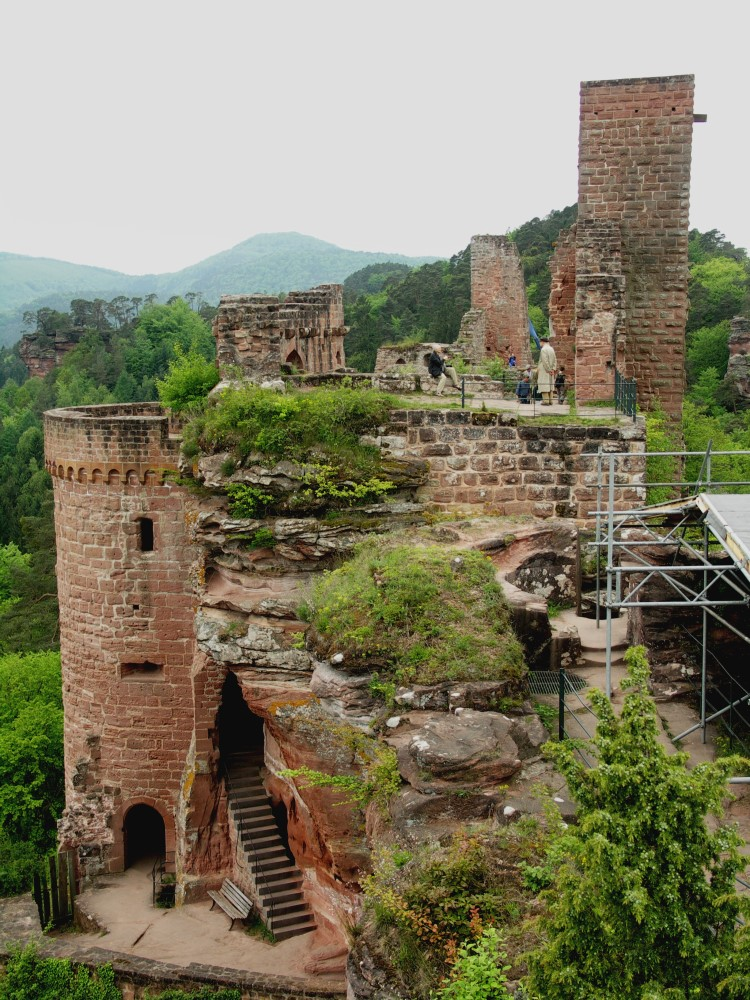
Castillo de Altdahn
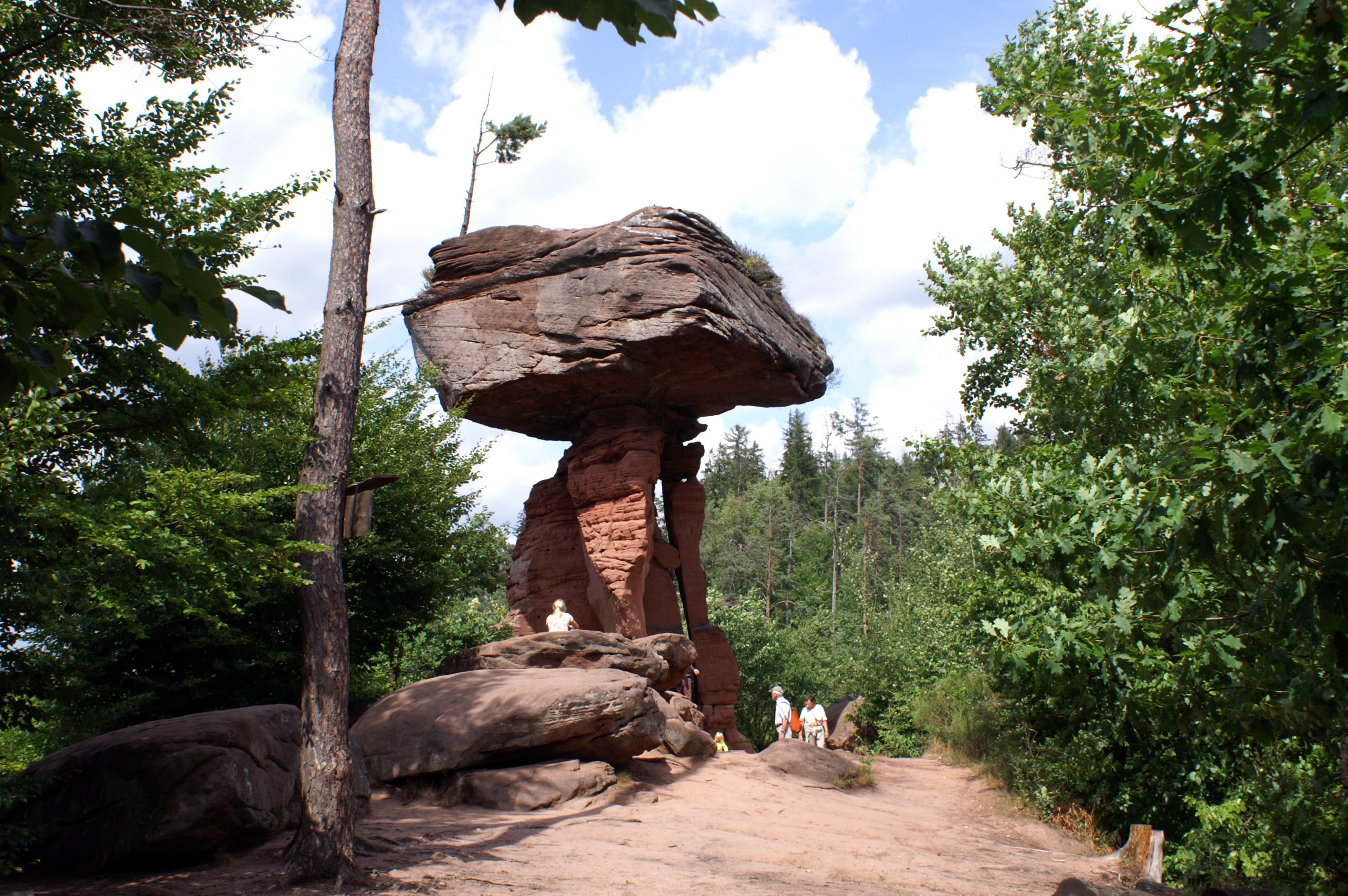
Teufelstisch (Mesa del Diablo) cerca de Hinterweidenthal

## Turismo

### Actividades al aire libre

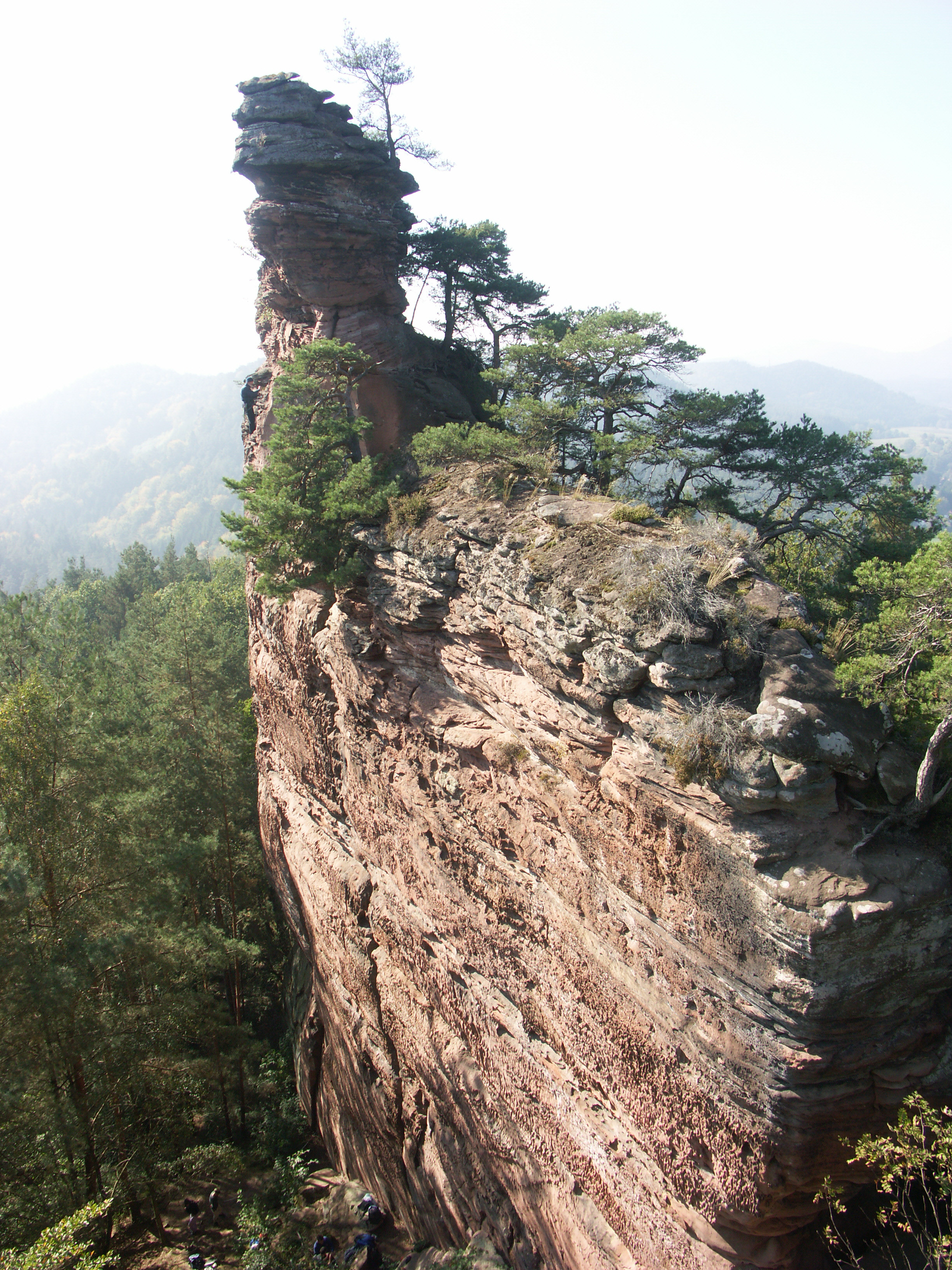
Escaladores a los pies del Pferchfeldturm.

El Bosque del Palatinado es una región atractiva para el senderismo, ofreciendo una amplia red de senderos. En 2005, el Mountainbikepark Pfälzerwald, una red de rutas para bicicleta de montaña, fue creado en el centro de la región. Los escaladores aprecian las rojas rocas areniscas en el Dahner Felsenland.

### Castillos
La región es bien conocida por sus castillos y ha atraído a los turistas desde hace años. El palacio de Hambach se encuentra en el este, cerca de Neustadt an der Weinstraße y está considerado el símbolo del movimiento democrático alemán debido a la Hambacher Fest que se celebró aquí en el año 1832.
El castillo de Berwartstein ha sido reconstruido y está abierto a los visitantes. Se levanta en la parte meridional del Bosque del Palatinado. De otros muchos castillos, como el castillo de Wegelnburg, solo quedan ruinas.
En el castillo de Trifels pueden verse réplicas de las joyas del Reich (Reichskleinodien) del Sacro Imperio Romano Germánico; es uno de los destinos turísticos más populares en el Palatinado.